# Jurassic World: Dominația
Jurassic World: Dominația este un film american de acțiune științifico-fantastică din 2022, regizat de Colin Trevorrow⁠(d), care a scris scenariul împreună cu Emily Carmichael⁠(d) dintr-o poveste de Derek Connolly⁠(d) și Trevorrow. Continuarea lui Jurassic World: Un regat în ruină (2018), este cea de-a treia și ultima parte din trilogia Jurassic World și cea de-a șasea ediție în general din seria de filme Jurassic Park, încheind povestea care a început cu Jurassic Park (1993). Chris Pratt, Bryce Dallas Howard, BD Wong⁠(d), Jeff Goldblum, Justice Smith⁠(d), Daniella Pineda⁠(d), Isabella Sermon⁠(d), Laura Dern, Sam Neill și Omar Sy își reiau rolurile din filmele anterioare, Goldblum, Dern și Neill apărând împreună pentru prima dată de la filmul inițial Jurassic Park. Noi membri ai distribuției includ DeWanda Wise⁠(d) și Mamoudou Athie⁠(d).
Jurassic World: Dominația este plasat la patru ani după evenimentele din filmul Un regat în ruină, dinozaurii trăind acum alături de oameni din întreaga lume. Filmul îi urmărește pe Owen Grady și Claire Dearing în timp ce se angajează într-o misiune de salvare, în timp ce Alan Grant și Ellie Sattler fac echipă cu Ian Malcolm pentru a dezvălui o conspirație a corporației de genomică Biosyn, rivalul InGen. Planificarea filmului a început în 2014, înainte de lansarea primului film Jurassic World. Filmările au avut loc din februarie până în noiembrie 2020 în Vancouver, Canada, studiourile Pinewood⁠(d) din Anglia, Malta și Elveția. Legendary Pictures⁠(d) nu a fost implicată în producția filmului din cauza expirării parteneriatului său de patru ani cu Universal.
Jurassic World: Dominația a avut premiera în Mexico City pe 23 mai 2022 și a fost lansat în Statele Unite pe 10 iunie 2022, de Universal Pictures. La fel ca predecesorii săi imediați, filmul a fost un succes financiar și a încasat 1 miliard de dolari la nivel mondial, făcându-l al treilea film cu cele mai mari încasări din 2022, al treilea film lansat în urma pandemiei de COVID-19 cu încasări de 1 miliard de dolari și al patrulea film din seria de filme care a încasat 1 miliard de dolari. A primit în general recenzii negative din partea criticilor.

## Rezumat
La patru ani după incidentul din Lockwood Estate și după erupția vulcanică de pe Isla Nublar, dinozauri odată dispăruți cutreieră liber Pământul, provoacă dezastre ecologice și sunt supuși cruzimii față de animale. Pe fondul eforturilor globale de a controla speciile invazive, Biosyn Genetics înființează o rezervație de dinozauri în Dolomiții italieni, care efectuează cercetări genomice, aparent pentru aplicații farmacologice.
Claire Dearing, Zia Rodriguez și Franklin Webb, încă afiliate Dinosaur Protection Group, investighează locurile de reproducere ilegală ale dinozaurilor; Partenerul lui Claire, Owen Grady, ajută la relocarea dinozaurilor fără stăpân. În cabana lor îndepărtată din Munții Sierra Nevada, Claire și Owen o cresc în secret pe Maisie Lockwood, în vârstă de 14 ani (nepoata biogenetică a lui Benjamin Lockwood) și o protejează de grupurile nefaste care încearcă să-i exploateze structura genetică unică. Când Blue (Velociraptorul crescut de Owen) sosește cu un pui de copil reprodus asexuat, Maisie îl numește Beta. Din ce în ce mai frustrată de traiul în izolare, Maisie fuge, dar mercenarii o răpesc și o capturează pe Beta.
Între timp, roiuri de lăcuste gigantice decimează recoltele din SUA. Paleobotanistul divorțat, dr. Ellie Sattler, observă culturile din corporații care folosesc semințe Biosyn că sunt lăsate nemâncate, ridicând suspiciunile că acestea au creat insectele. Ellie duce o lăcustă capturată fostului ei partener, paleontologul dr. Alan Grant. Ei determină că lăcusta a fost modificată genetic cu ADN-ul de artropode din perioada Cretacică și lăcustele migratoare contemporane.
Franklin, acum în divizia de specii periculoase a CIA, îi informează pe Claire și Owen că Maisie ar fi fost dusă în Malta. La sosire, Claire și Owen se infiltrează într-o piață neagră a dinozaurilor împreună cu fostul coleg al lui Owen din Jurassic World, Barry Sembène, care conduce un raid pentru serviciile de informație franceză. Dinozaurii carnivori sunt dezlănțuiți în timpul incursiunii, făcând ravagii. Claire și Owen află că Maisie și Beta au fost transportați la Biosyn, iar simpaticul pilot de marfă Kayla Watts este de acord să le zboare acolo.
Haoticianul Dr. Ian Malcolm, care lucrează acum pentru Biosyn, a cerut ajutorul lui Ellie pentru a expune adevărul despre CEO-ul Dr. Lewis Dodgson, după ce directorul de comunicații Ramsay Cole l-a avertizat despre activitățile ilegale ale lui Dodgson. Dodgson exploatează dinozaurii și îl constrânge pe fostul Genetician⁠(d) InGen, Dr. Henry Wu, să modifice lăcustele transgenice pentru a modifica aprovizionarea cu alimente a lumii. Wu denunță planul, spunând că va provoca un colaps ecologic pe măsură ce lăcustele se răspândesc necontrolate. Wu o întâlnește pe Maisie și îi explică că fosta lui colegă, Dr. Charlotte Lockwood (fiica decedată a lui Benjamin Lockwood), și-a folosit propriul ADN pentru a se reproduce și a da naștere lui Maisie, identică genetic. Charlotte a modificat ADN-ul lui Maisie pentru a o împiedica să moștenească boala fatală pe care o avea. Wu crede că concepția asexuată și ADN-ul lui Maisie și Beta sunt cheia pentru crearea unui agent patogen care să oprească focarul de lăcuste.
Un Quetzalcoatlus atacă avionul Kaylei în spațiul aerian al lui Biosyn, forțând-o pe Owen și Kayla să se prăbușească în timp ce Claire este ejectată. După întâlniri separate cu un Therizinosaurus, un Pyroraptor⁠(d) și un Dilophosaurus, cei trei se reîntâlnesc. În interiorul Biosyn, Ian și Ramsay îi ghidează pe Ellie și Alan să acceseze un laborator restricționat pentru a obține o probă de ADN de lăcuste. Ei o întâlnesc pe Maisie acolo și o iau cu ei. Descoperind breșa, Dodgson încearcă să incinereze lăcustele pentru a distruge dovezile; lăcustele rezultate scapă printr-un orificiu de aerisire, declanșând un incendiu în jurul rezervației.
Alan, Ellie și Maisie abia scapă din clădire înainte de a-l găsi pe Ian. Îi întâlnesc pe Owen, Claire și Kayla, iar Ramsay li se alătură mai târziu. Dodgson fuge cu embrioni de dinozaur printr-un Hyperloop⁠(d), dar rămâne prins într-un tunel după ce Ellie și Claire redirecționează puterea și este ucis prompt de trei Dilophosaurus. Pe măsură ce grupul lucrează împreună, Owen, cu ajutorul lui Alan și Maisie, o capturează pe Beta. Ei și Wu evadează cu un elicopter Biosyn în timpul unei bătălii dintre un Giganotosaurus și Tyrannosaurus (Rexy), veteranul din primul parc, ajutați de Therizinosaurus.
Ellie și Alan își reaprind relația înainte de a depune mărturie cu Ian și Ramsay împotriva Biosyn. Owen, Claire și Maisie se întorc acasă și îi reunesc pe Beta și Blue. Wu eliberează o lăcustă gazdă care poartă agentul patogen, eradicând treptat roiurile. Dinozaurii și oamenii se adaptează la o nouă coexistență, iar Națiunile Unite declară Biosyn Valley un sanctuar internațional de dinozauri, deoarece Rexy i se alătură lui Buck și Doe Rexes din Isla Sorna, având în sfârșit o familie proprie.

## Distribuție
- Chris Pratt în rolul lui Owen Grady:[13] etolog, veteran al Marinei SUA și fost angajat al Jurassic World responsabil cu antrenarea Velociraptorilor. Iubitul lui Claire și tatăl adoptiv al lui Maisie.
- Bryce Dallas Howard ca Claire Dearing:[13] fost manager Jurassic World și fondator al Dinosaur Protection Group. Iubita lui Owen și mama adoptivă a lui Maisie.
- Laura Dern ca Dr. Ellie Sattler:[14] paleobotanist și consultant care a călătorit în Jurassicul Park original al lui John Hammond.
- Jeff Goldblum ca Dr. Ian Malcolm:[14] matematician în teoria haosului, fost consultant pentru Jurassic Park și o figură cheie în incidentul din San Diego descris în Lumea Pierdută: Jurassic Park (1997).
- Sam Neill ca Dr. Alan Grant:[14] paleontolog, un consultant care a călătorit la Jurassic Park original al lui John Hammond și un supraviețuitor al expediției Isla Sorna descrisă în Jurassic Park III (2001).
- DeWanda Wise⁠(d) ca Kayla Watts[15] [16] fost pilot al Forțelor Aeriene din SUA care îi ajută pe Owen și Claire în misiunea lor.
- Mamoudou Athie⁠(d) ca Ramsay Cole: șeful comunicațiilor Biosyn Genetics și delegatul lui Lewis Dodgson. S-a aliat în secret cu Ian Malcolm și prietenii săi pentru a-l doborî pe Dodgson.[17]
- Isabella Sermon⁠(d) ca Maisie Lockwood: descendentă genetică a fiicei lui Benjamin Lockwood, Charlotte, pe care a crescut-o ca nepoată, sub îngrijirea lui Owen și Claire.[18] O tânără de 14 ani tulburată, curajoasă și plină de resurse, îndrumată de Owen în înțelegerea comportamentului animal, ajută dinozaurii care intră în așezările umane. Sermon o interpretează și pe tânăra Charlotte Lockwood, iar Elva Trill o interpretează ca adult.[19]
- Campbell Scott⁠(d) în rolul Dr. Lewis Dodgson: CEO-ul multimiliardar al Biosyn, care se ocupă de răpirile lui Maisie și Beta și îi angajează pe Soyona Santos și Henry Wu pentru a vinde dinozauri pe piețele negre și a crește un roi de lăcuste hibride gigantice. Scott îl înlocuiește pe Cameron Thor⁠(d) din Jurassic Park (1993).[20]
- BD Wong⁠(d) ca Dr. Henry Wu:[21] genetician principal al programelor de clonare a dinozaurilor de la Jurassic Park și Jurassic World. Defuncta mamă a lui Maisie a fost una dintre colegele ei.
- Omar Sy ca Barry Sembène:[22] [23] fost antrenor de animale care a lucrat cu Owen la Jurassic World și acum este un agent de informații francez.
- Justice Smith⁠(d) ca Franklin Webb: fost tehnician Jurassic World și activist pentru drepturile dinozaurilor.[24]
- Daniella Pineda⁠(d) ca Dr. Zia Rodriguez: paleo-veterinar și activistă pentru drepturile dinozaurilor.[24]

Scott Haze⁠(d) apare, de asemenea, ca Rainn Delacourt, un braconier care le capturează pe Maisie și Beta pentru Biosyn;  Dichen Lachman⁠(d) apare ca Soyona Santos, un contrabandist de dinozauri;  Kristoffer Polaha⁠(d) apare ca Wyatt Huntley, un ofițer CIA care lucrează sub acoperire ca unul dintre oamenii lui Delacourt; Caleb Hearon⁠(d) apare ca Jeremy Bernier, un analist CIA; Freya Parker apare ca Denise Roberts, o angajată Biosyn; Varada Sethu⁠(d) apare ca Shira, un ofițer Fish & Wildlife, iar Dimitri „Vegas” Thivaios apare ca un mercenar maltez.